# 김상진 (1977년)
김상진(金相眞, 1977년 4월 26일 (음력 3월 9일) ~ 1999년 6월 10일)은 해태 타이거즈 소속이었던 투수이다. 등번호는 11번이다.

## 생애
광주진흥고를 졸업하고 연세대학교 진학이 유력했지만 가난한 집안 형편 때문에 1996년 고졸우선지명을 받아 계약금 1억 원, 연봉 2,000만 원에 해태 타이거즈에 입단하여 곧바로 프로로 선회했다. 이후 1997년 한국시리즈에선 5차전에 선발 투수로 출전하여, 9이닝 동안 2안타 1실점하며 해태 타이거즈의 한국시리즈 9번째 우승과 함께 한국시리즈 최연소 완투승의 기록도 세웠다. 그 활약으로 강한 인상을 남겼다. 그 뒤 활약이 기대되는 투수였지만, 1998년 시즌이 끝난 후 위암 판정을 받고 건강이 악화되어 1999년 6월 10일, 위암 말기(4기)로 사망하였다.

### 투병 일지
- 1998.09.19 - 잠실 야구장에서 열린 OB 베어스와의 2회말 투구 중 목 통증 호소하며 자진 강판.
- 1998.10.08 - 광주 시내에서 친구들과 저녁 식사 도중 머리 뒤쪽의 통증을 호소한 뒤 기절, 전남대학교병원에 입원.
- 1998.10.16 - 경추 3번 종양 제거 수술.
- 1998.10.23 - 전남대학교병원에서 위암 4기 진단.
- 1998.10.26 - 중앙대학교 부속 용산병원 입원, 재검 결과 전남대학교병원과 동일 진단.
- 1998.10.30 - 방사선 치료 위해 서울중앙병원 입원. 통원치료 받으며 4주 간격으로 항암제 투여.
- 1999.03.06 - 각혈 발생, 서울중앙병원 입원. 암세포로 인한 천공이 원인.
- 1999.03.08 - 천공 부분 봉합수술 받음.
- 1999.06.02 - 병세 악화, 강남성모병원에 입원. 산소호흡기에 의존.
- 1999.06.10 - 오후 3시 55분 - 강남성모병원에서 위암으로 사망. (향년 23세)

## 평가
김상진은 요절한 탓에 선수 생활은 짧은 기간이었지만, 선동열에 비교되는 실력으로 평가받고 있으며, 해태 타이거즈의 포수였던 장채근은 제구력은 선동열보다 뛰어났다고 평가하였다.

## 추모
KIA 타이거즈에서는 김상진을 기리기 위해 김상진이 숨진 날인 매년 6월 10일 경기일에 검은색 리본을 달고 경기에 임한다.
하지만 2008년 이후 비경기일인 월요일이었던 2013년을 제외하고 김상진의 기일에 열린 경기에서 KIA 타이거즈는 2016년 6월 10일에 정동현이 연패를 끊을 때까지 계속 연패를 당했다.

## 출신 학교
- 광주서림초등학교 졸업
- 광주진흥중학교 졸업
- 광주진흥고등학교 졸업

## 통산 기록
| 연도      | 소속 팀   | 평균 자책 | 경기수 | 승 | 패 | 세이브 | 이닝  | 피안타 | 볼넷 | 사구 | 탈삼진 | 실점 | 자책점 | 기타 |
| --------- | --------- | --------- | ------ | -- | -- | ------ | ----- | ------ | ---- | ---- | ------ | ---- | ------ | ---- |
| 1996      | 해태      | 4.29      | 29     | 9  | 5  | 0      | 123.2 | 115    | 52   | 3    | 64     | 62   | 59     |      |
| 1997      | 해태      | 3.60      | 30     | 9  | 10 | 1      | 147.2 | 135    | 54   | 17   | 91     | 60   | 59     |      |
| 1998      | 해태      | 3.87      | 25     | 6  | 11 | 1      | 121.0 | 120    | 42   | 8    | 69     | 63   | 52     |      |
| 통산 성적 | 통산 성적 | 3.90      | 84     | 24 | 26 | 2      | 392.1 | 370    | 148  | 28   | 224    | 185  | 170    |      |